# فداء (فلم هندي)
فداء هو فيلم بوليودي رومنسي صدر عام 2004. والفيلم من إخراج كين غوش، النجوم فاردين خان، شاهيد كابور، كارينا كابور، وكيم شارما. الفيلم لم ينجح في شباك التذاكر. هذا الفيلم هو طبعة جديدة من كريستوفر نولان الآتي.

## روابط خارجية
- مقالات تستعمل روابط فنية بلا صلة مع ويكي بيانات